# Rozoy-sur-Serre
Rozoy-sur-Serre je francouzská obec v departementu Aisne v regionu Hauts-de-France. V roce 2012 zde žilo 1 023 obyvatel.

## Poloha
Obec leží u hranic departementu Aisne s departementem Ardensko, tedy u hranic regionu Hauts-de-France s regionem Grand Est. Sousední obce jsou: Archon, Berlise, Fraillicourt (Ardensko), Chéry-lès-Rozoy, Noircourt, Parfondeval, Raillimont, Renneville (Ardensko), Rouvroy-sur-Serre a Soize.

## Vývoj počtu obyvatel
Počet obyvatel